# Nothobranchius orthonotus
Nothobranchius orthonotus é uma espécie de peixe da família Aplocheilidae.
Pode ser encontrada nos seguintes países: Malawi, Moçambique e África do Sul.
Os seus habitats naturais são: marismas intermitentes de água doce.
Está ameaçada por perda de habitat.